# Maurice Muret
Ne doit pas être confondu avec le gynécologue Maurice Muret.
Pour les articles homonymes, voir Maurice Muret (homonymie) et Muret.
Maurice Jules Henri Muret, né le 11 juin 1870 à Morges et mort le 7 septembre 1954 à Lausanne, est un littérateur suisse.

## Biographie
Maurice Muret commence ses études de Lettres à Lausanne puis dans différentes universités européennes notamment à Leipzig, Paris et Munich. Il sera critique littéraire et rédacteur au Journal des Débats et écrira pour la Gazette de Lausanne à partir de 1909. En 1920, il est désigné comme correspondant de l'Académie des sciences morales et politiques.
Il épousera en 1923 l'historienne américaine Charlotte Touzalin qui traduira certaines de ses œuvres en anglais.

## Œuvres
En plus de ses chroniques journalistiques on lui doit de nombreuses préfaces et traductions.
- L'esprit juif; essai de psychologie ethnique, éd. Perrin, 1901
- La littérature italienne d'aujourd'hui, éd. Perrin et cie, 1906, prix Marcelin Guérin de l’Académie française en 1907
- La littérature allemande d’aujourd’hui, éd. Perrin et cie, 1909
- L'orgueil Allemand : Psychologie D'une Crise, éd. Payot, 1915, prix Auguste-Furtado de l’Académie française en 1917
- Le crépuscule des nations blanches, éd. Payot, 1925
- L'Archiduc François-Ferdinand, éd. Grasset, 1932, Paris
- Grandeur des élites, éd. Albin Michel, 1939
- Au chevet de la Société des nations, allocution prononcée le 16 novembre 1934, éd. La Cause, Paris, 1939
- Guillaume II, éd. Fayard, 1940
- Sept contes, éd. de la Frégate, 1943

## Sources
- Larousse universel en 2 volumes, tome 2, p. 398, Paris, 1922
- Reto Monico, « Muret, Maurice » dans le Dictionnaire historique de la Suisse en ligne, version du 8 juillet 2009.